# Andrea Conti (cestista)
Andrea Conti (Rho, 27 marzo 1974) è un ex cestista e dirigente sportivo italiano.

## Carriera da giocatore
Fratello di Paolo Conti, negli anni passati capitano e assistente allenatore della Pallacanestro Varese, Andrea Conti muove i suoi primi passi nel basket giocato nelle giovanili della sua città natale, Rho, per poi passare in quelle della Pallacanestro Varese, squadra con la quale colleziona due presenze in A2 nella stagione 1992-93. Dopo le esperienze con Rho (C1), Robur et Fides (B2) e Biella (B1) tra il 1994 ed il 1997, nella stagione 1997-98 torna a Varese, nei Roosters, con i quali fa il suo esordio in Serie A (il 21 settembre contro Roma) riuscendo a trovare spazio anche in Coppa Korać (6 punti di media in 7 partite). Dal 1998 al 2001 gioca in B1 (prima a Latina e poi a Vigevano), esperienze che precedono l'approdo a Soresina dove, in cinque stagioni, mette a segno quasi 2000 punti. Dal 2007 al 2009 veste la maglia della Juvi Cremona, prima di tornare in Serie A con la Vanoli Cremona, squadra con la quale, nel 2013, chiude la sua carriera da giocatore.

## Carriera da dirigente
La lontananza dalla pallacanestro dura solo pochi mesi; nel novembre del 2013, infatti, Conti inizia la sua carriera dirigenziale rivestendo il ruolo di Team Manager di Cremona. Dopo nemmeno un anno, la Vanoli gli offre la possibilità di diventare direttore generale, ruolo che gli permette, nella stagione 2015-16, di diventare il secondo miglior dirigente di tutto il campionato, classificandosi alle spalle di Nicola Alberani e precedendo Salvatore Trainotti.
Il 29 giugno 2018 diventa il nuovo general manager della Pallacanestro Varese. Il 26 ottobre 2021 la società biancorossa accetta le dimissioni annunciate al termine della partita di campionato persa la domenica precedente.
Il 1º giugno 2022 torna a Cremona nel ruolo di General Manager, scelto dal presidente Aldo Vanoli per ricostruire una squadra competitiva per risalire di categoria dopo la retrocessione in Serie A2, riuscendo nell'intento. Costruendo infatti una squadra che combina giocatori esperti e di categoria come Lorenzo Caroti, Mirza Alibegovic e Joseph Mobio con giocatori di grande esperienza al piano superiore del calibro di Paul Eboua, Jalen Cannon e Trevor Lacey, il 19 giugno la Vanoli con una vittoria per 89-74 chiude per 3-0 la serie finale con Forlì e ritorna in Serie A dopo un solo anno di assenza, impresa riuscita solo a Varese, Brindisi e Virtus Bologna nel terzo millennio. Durante l'annata si aggiudica anche Supercoppa LNP e Coppa Italia LNP.